# Marian Popiela
Marian Popiela (ur. 16 sierpnia 1924 w Nowym Sączu, zm. 29 stycznia 2011) – polski ślusarz i działacz komunistyczny, poseł na Sejm PRL VI kadencji.

## Życiorys
Syn Wojciecha. Uzyskał wykształcenie zasadnicze zawodowe. Był pracownikiem Zakładów Naprawczych Taboru Kolejowego w Nowym Sączu. Pełnił m.in. funkcje brygadzisty i majstra na „wagonówce”.
W 1945 został członkiem Polskiej Partii Robotniczej, z którą w 1948 przystąpił do Polskiej Zjednoczonej Partii Robotniczej. W 1952 objął funkcję sekretarza OOP. Zasiadał w egzekutywie Komitetu Zakładowego i w Komitecie Powiatowym PZPR w Nowym Sączu. Był delegatem na VI zjazd partii. W 1972 uzyskał mandat posła na Sejm PRL w okręgu Nowy Sącz. Zasiadał w Komisji Komunikacji i Łączności.
Był żonaty z Elżbietą z domu Ploszek. Mieli czworo dzieci: Leszka, Halinę, Wojciecha i Marka. Oraz dziewięcioro wnucząt: Izabelę, Mirosławę, Halinę, Wojciecha, Barbarę, Małgorzatę, Mariana, Agnieszkę i Annę. Pochowany 1 lutego 2011 na cmentarzu na Dąbrówce w Nowym Sączu.

## Odznaczenia
- Brązowy Krzyż Zasługi (1956)[2]
- Medal za Długoletnie Pożycie Małżeńskie (1997, wraz z żoną Elżbietą)[3]
- Odznaka „Przodownik Pracy” (1955)[4]